# Keskes

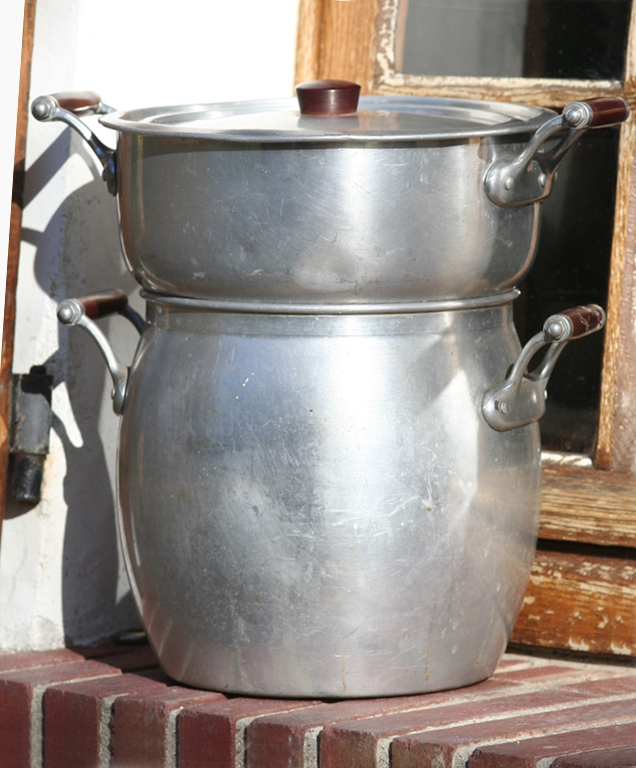
Keskes

Een keskes is een kookpot die gebruikt wordt om couscous in klaar te maken. Het woord couscous is afgeleid van de keskes.

## Omschrijving
De keskes bestaat uit twee onderdelen, die veel gebruikt werd door woestijnbewoners, omdat dit een effectieve manier is om water te besparen. De twee onderdelen van de kookpot lijken op bekers en beker is op zijn Arabisch 'kes' (كأس). Waarschijnlijk is op basis hiervan de kookpot 'keskes' genoemd.